# Эжен-Жан-Франсуа Савойский
Принц Эжен-Жан-Франсуа Савойский (фр. Eugène-Jean-François de Savoie; 23 сентября 1714 — 23 ноября 1734, Мангейм), граф де Суассон, герцог Троппау — австрийский генерал.

## Биография
Последний отпрыск Кариньяно-Суассонской линии Савойского дома. Сын Эммануэля Томаса Савойского, графа де Суассона, и принцессы Марии Терезии фон Лихтенштейн.
В 1729 году пожалован королем Сардинии в рыцари ордена Аннунциаты.
В 1730 году стал полковником кирасирского полка «Юнг-Савойен» (позднее 8-й драгунский полк «граф Монтекукколи»).
В 1731 году пожалован императором Карлом VI в рыцари ордена Золотого руна.
Участвовал в войне за Польское наследство на Рейне под командованием своего двоюродного дяди принца Евгения Савойского. 3 апреля 1734 произведен в генерал-фельдвахтмейстеры.
10 ноября 1734 близ Массы вступил через представителя в брак с Марией Терезой Франческой Чибо-Маласпина (18.08.1731—25.12.1790), наследницей герцогства Масса и княжества Каррара, дочерью Альдерано Чибо-Маласпины, герцога ди Масса, князя ди Каррара, и Риччарды ди Гонзага-Новеллара.
Умер через 13 дней в Мангейме от горячки (вероятно, от тифа), не успев встретиться с женой и окончательно оформить брак, который поэтому считался юридически не состоявшимся.
Графство Суассон после пресечения династии вернулось к французской короне.